# 島根県道311号白上横田線
島根県道311号白上横田線（しまねけんどう311ごう しらかみよこたせん）は、島根県益田市を通る一般県道である。

## 概要
益田市白上町から益田市横田町に至る。

### 路線データ
- 起点：益田市白上町（島根県道・山口県道14号益田阿武線交点）
- 終点：益田市横田町（国道9号交点）

## 歴史
- 1995年（平成7年）4月4日 島根県告示第341号により認定される。

## 路線状況
現在本路線に並行してバイパスが建設されており、島根県道・山口県道14号益田阿武線 - 西石見広域農道間が開通している。

### 重複区間
- 西石見広域農道（益田市虫追町（むそうちょう））

### 道路施設

#### 橋梁
- 金地橋（高津川、益田市虫追町 - 益田市横田町）

## 地理

### 通過する自治体
- 益田市

### 交差する道路
| 交差する道路                                       | 交差する場所           | 交差する場所 |
| -------------------------------------------------- | ---------------------- | ------------ |
| 島根県道・山口県道14号益田阿武線                   | 白上町                 | 起点         |
| 西石見広域農道 / 西石見グリーンライン 重複区間起点 | 虫追町（むそうちょう） |              |
| 西石見広域農道 / 西石見グリーンライン 重複区間終点 | 虫追町                 |              |
| 国道9号 国道187号 重複                             | 横田町                 | 終点         |

### 沿線
- 益田市役所中西連絡所
- 石見臨空ファクトリーパーク（益田拠点工業団地）
- 島根県立益田養護学校